# Parelio

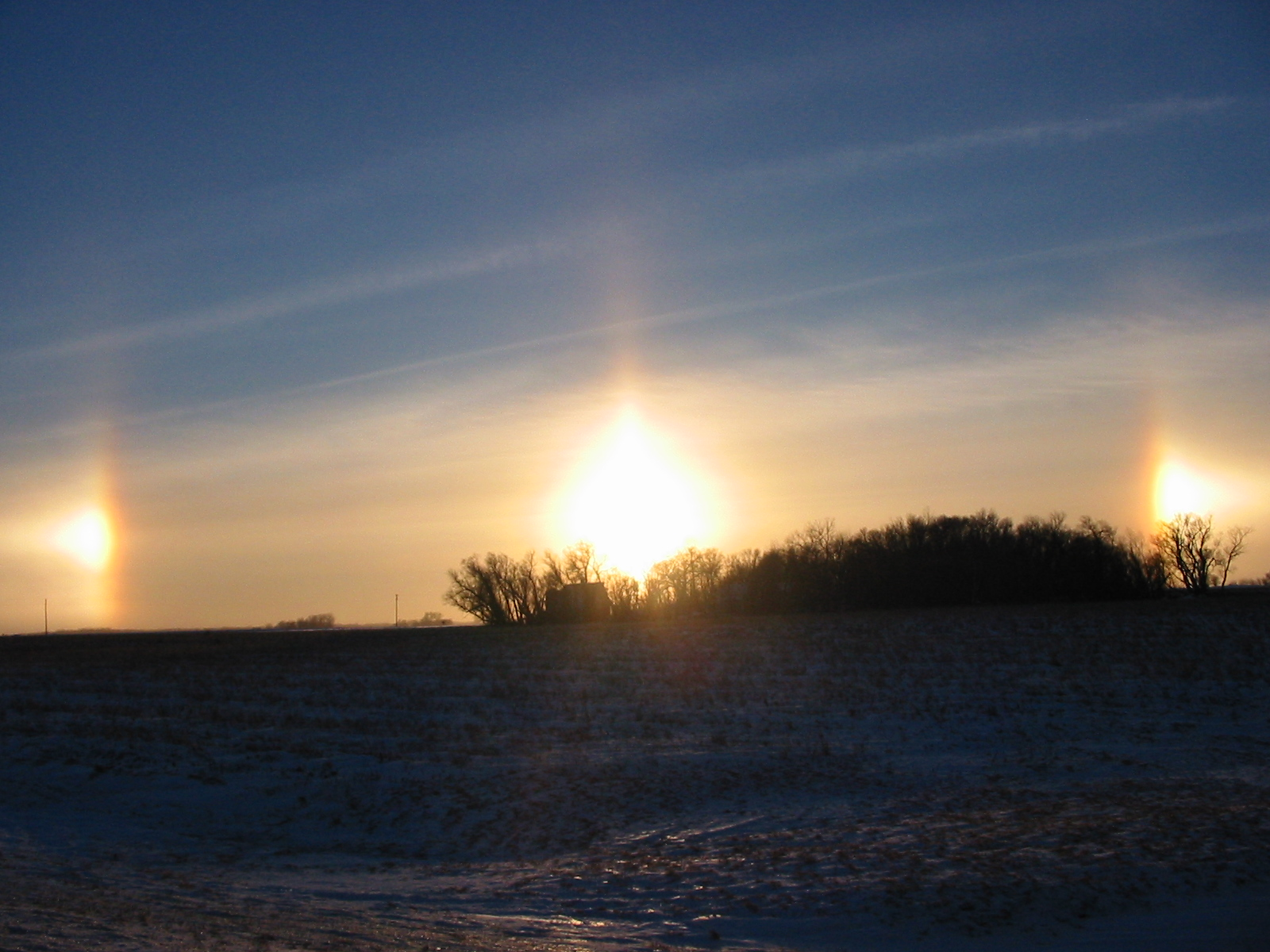
Parelio pronunciato su entrambi i lati del Sole al tramonto nel sud del Minnesota. Da notare gli aloni a forma d'arco passanti per ognuna delle immagini pareliche.

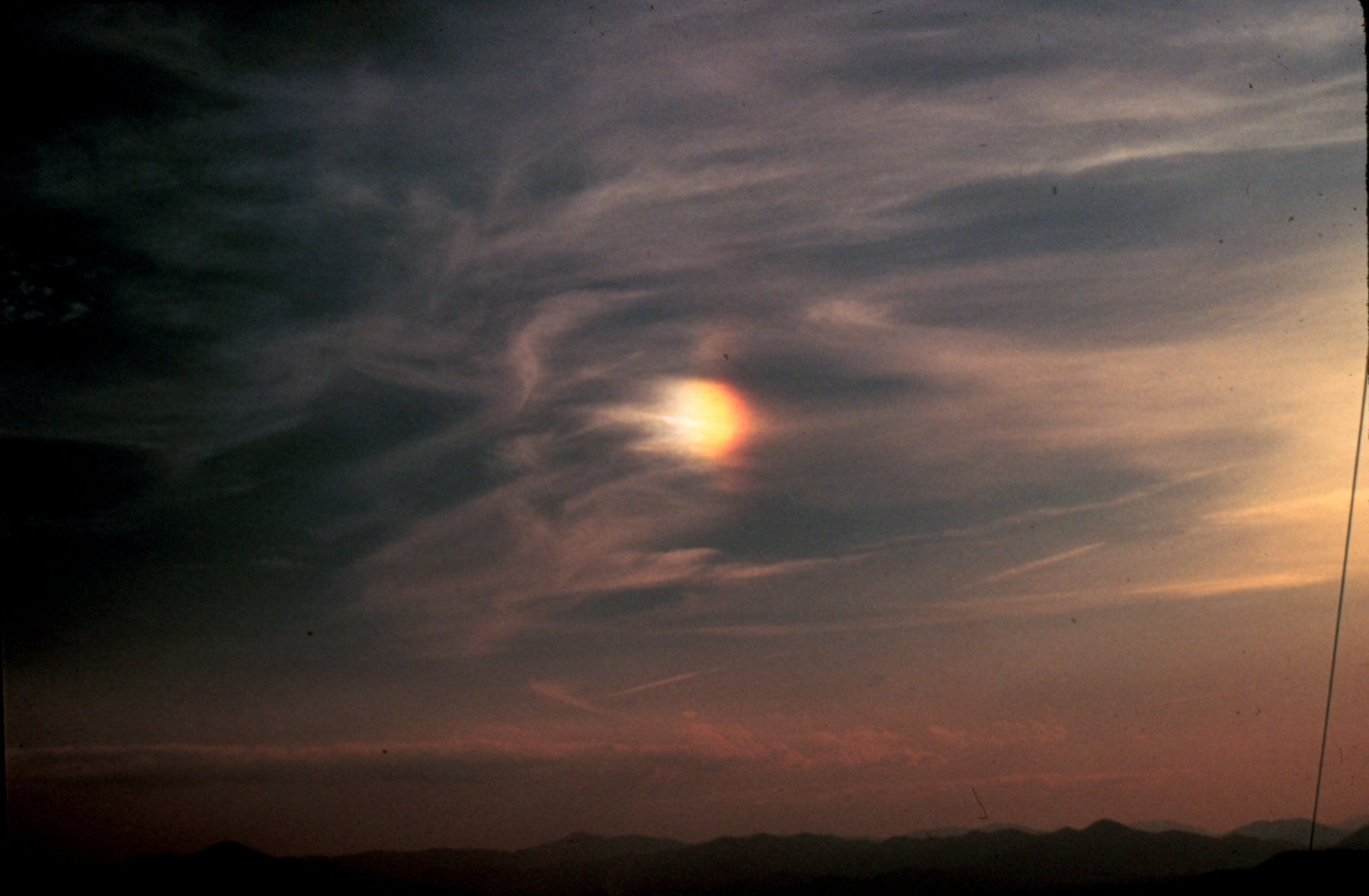
Un raro parelio pronunciato, causato dal passaggio della luce solare attraverso sottili cirri. Il Sole reale è collocato al di fuori della foto, sulla destra.

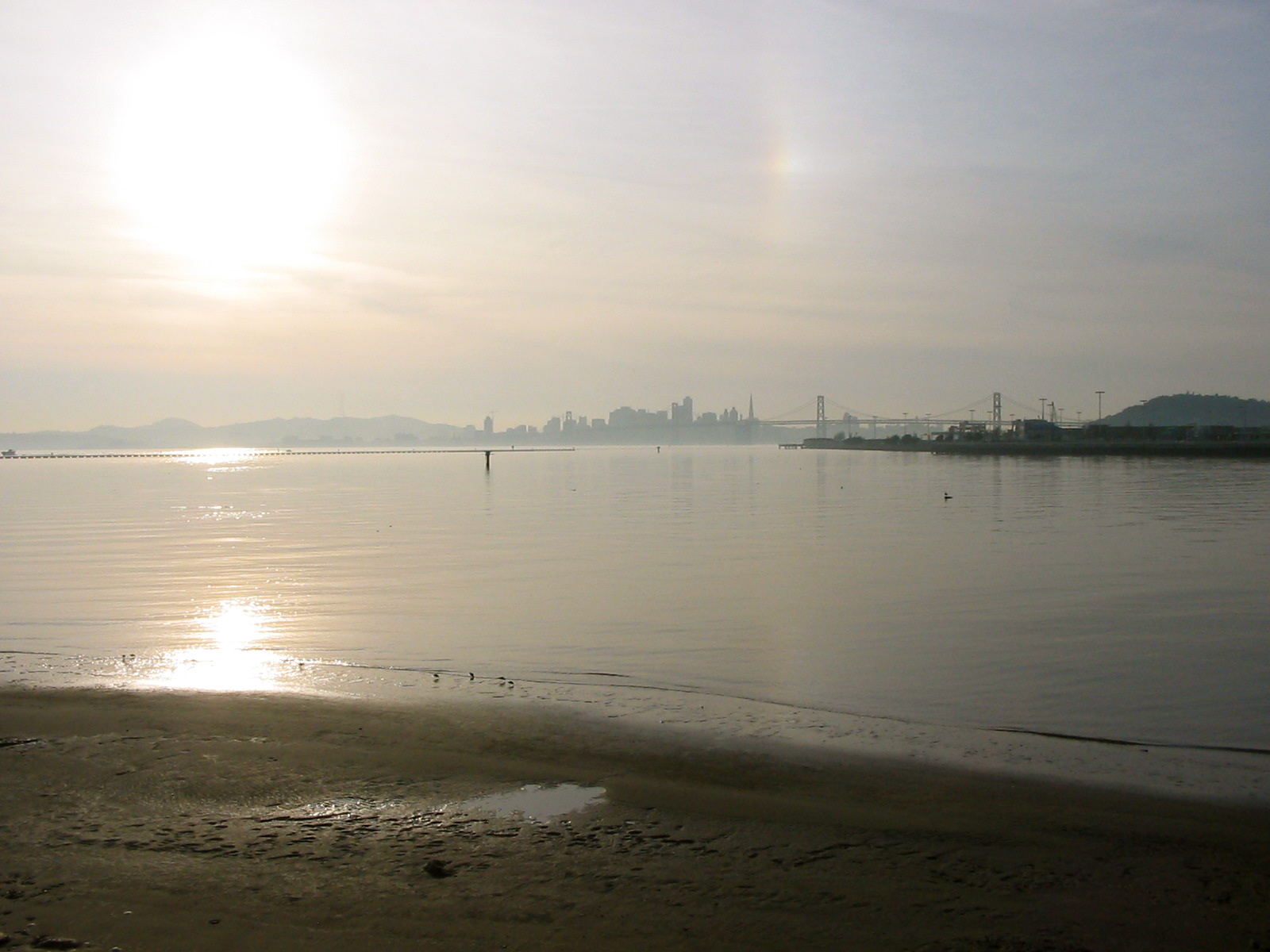
Sulla destra: un debole parelio sulla baia di San Francisco.

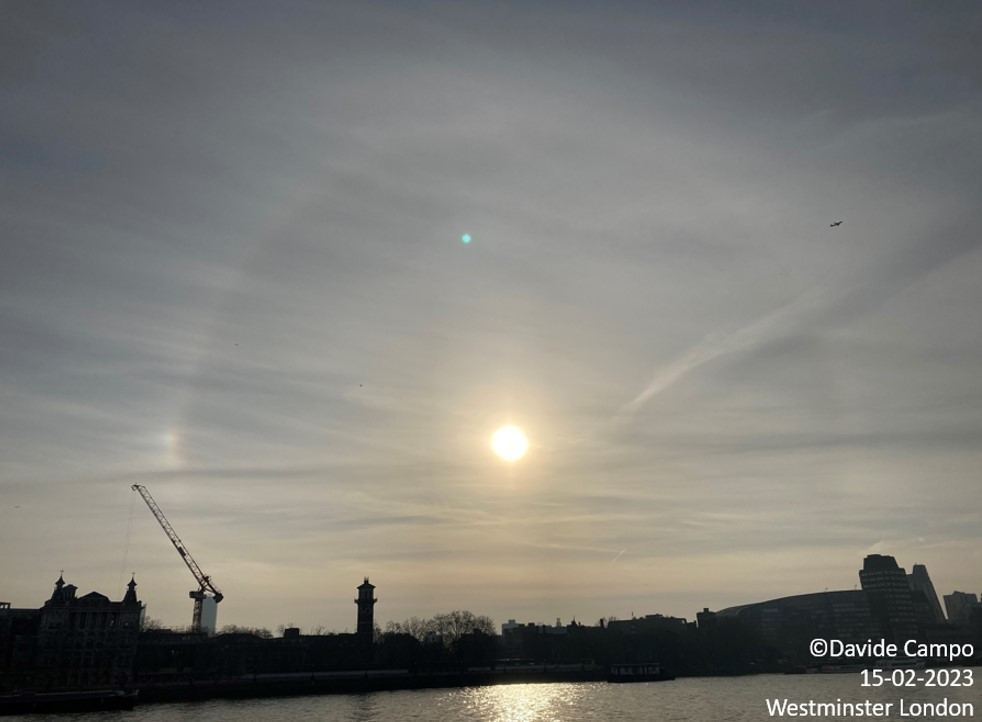
Parelio osservato dal centro di Londra.

Il parelio è un fenomeno ottico atmosferico dovuto alla rifrazione della luce solare da parte dei piccoli cristalli di ghiaccio sospesi nell'atmosfera e che di solito costituiscono i cirri. È uno dei vari possibili effetti ottici generati dal ghiaccio atmosferico, che solitamente prendono la forma di aloni o di archi luminosi.

## Descrizione
I pareli appaiono tipicamente come macchie luminose e colorate nel cielo, a circa 22° o più di raggio apparente sulla sinistra e/o destra del Sole. I cristalli di ghiaccio responsabili di questo fenomeno sono di forma esagonale e spessi da 0,5 a 1 mm. Questi cristalli, fungendo da prismi, rifrangono la luce del sole in molte direzioni, ma con un minimo angolo di deviazione di circa 158°, che causa la formazione di pareli a circa 22° gradi dal Sole. La rifrazione dipende dalla lunghezza d'onda, così i pareli hanno la parte interna rossa e altri colori nelle parti più esterne, smorzati dalla reciproca sovrapposizione. Anche l'altezza del Sole è importante: i pareli si allontanano da esso al crescere della sua altezza.

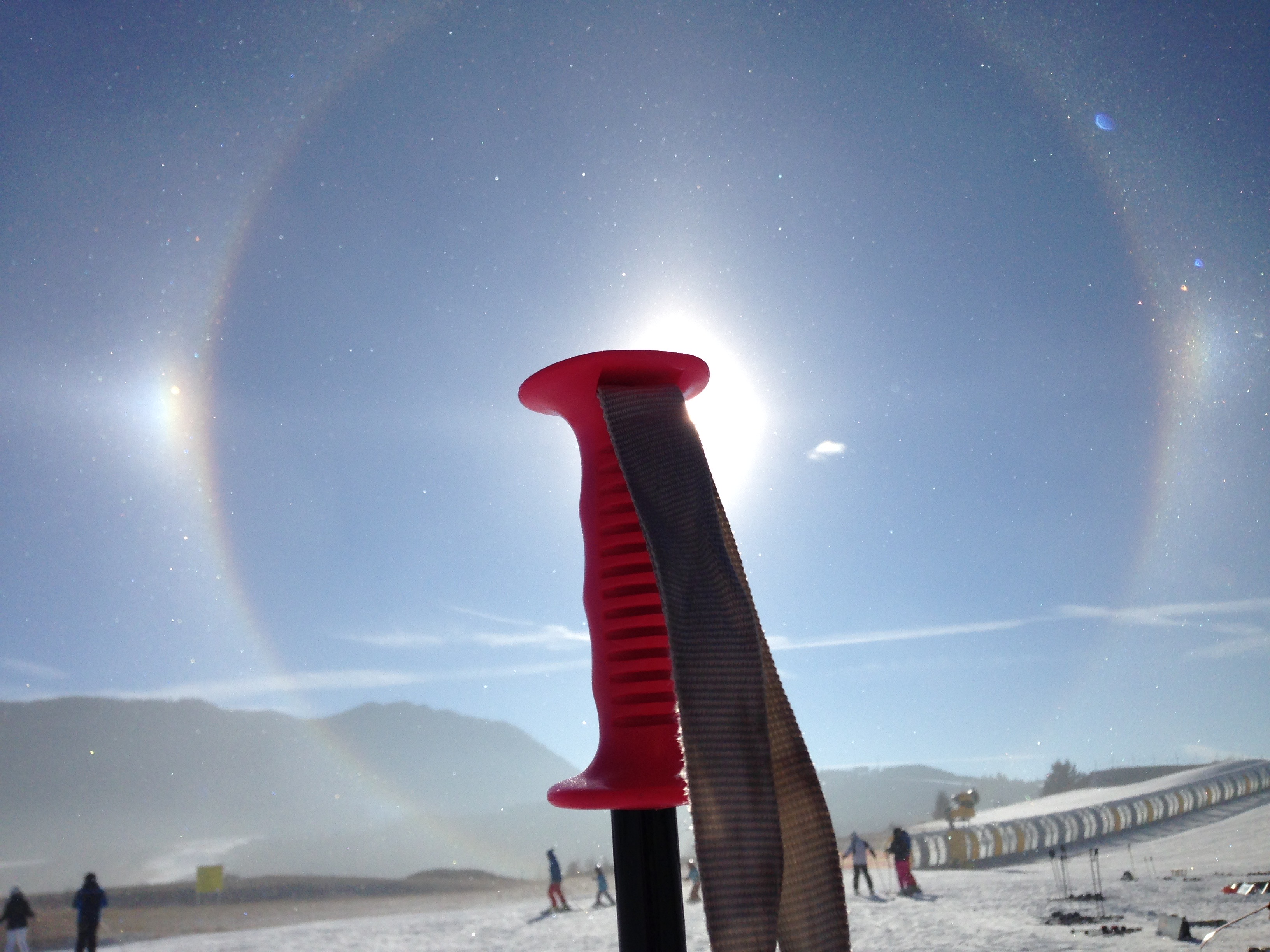
Fotografia scattata sul Monte Zoncolan in località Ravascletto, Friuli Venezia Giulia, il 12 gennaio 2017

I pareli vengono avvistati come corti archi alla stessa altezza del Sole, perché i cristalli di ghiaccio si allineano di preferenza in direzione approssimativamente orizzontale, secondo effetti di trascinamento aerodinamico.
Nonostante siano fenomeni piuttosto comuni, i pareli sfuggono spesso alla vista perché per essere osservati è necessario guardare esattamente in direzione del Sole e, se il cielo non è in condizioni ideali, appaiono solitamente di debole intensità.

## Storia e influenza culturale

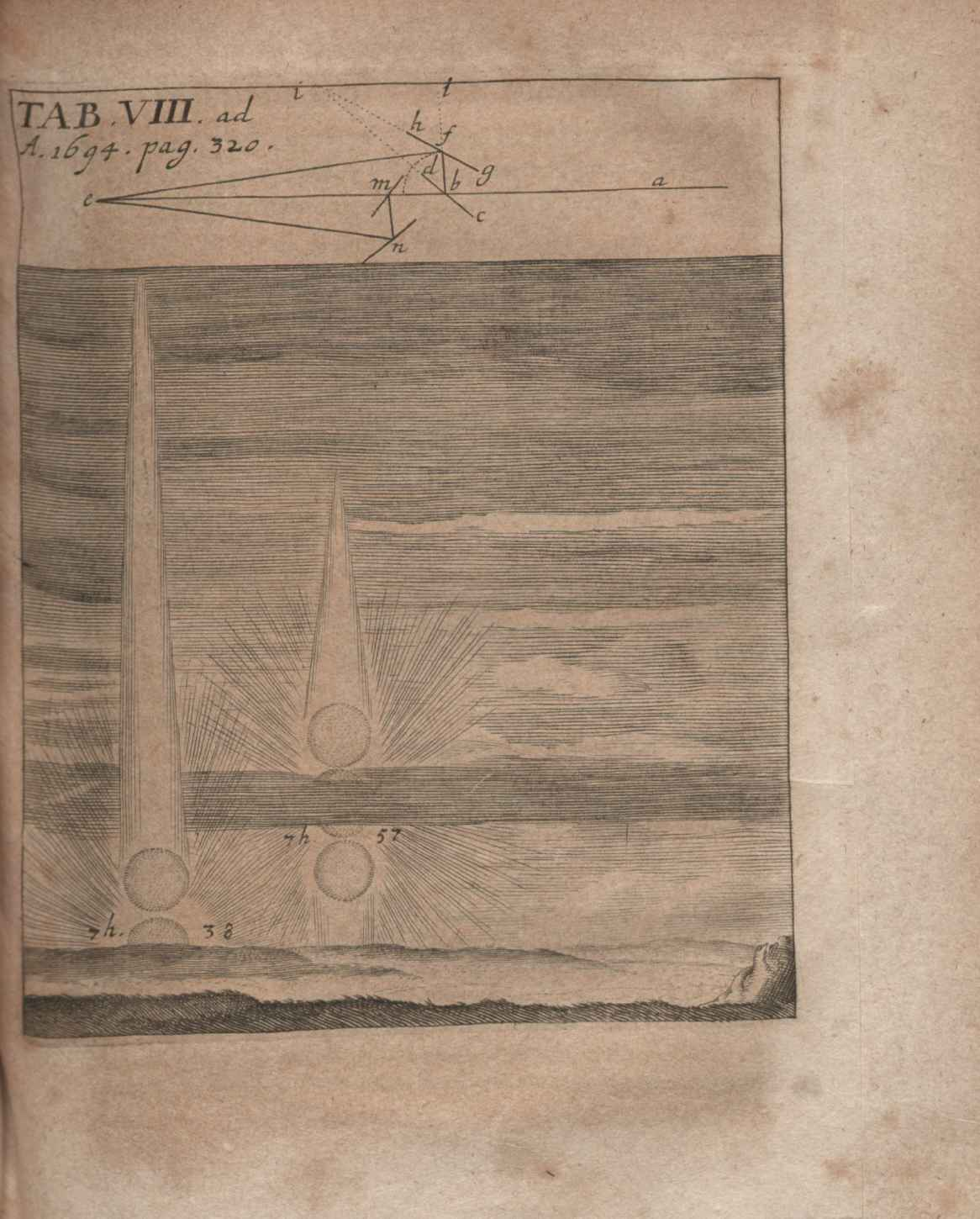
Tavola illustrata di apparato all'articolo Descriptio phaenomeni trium solium... editis d. 31 Januar. A. 1693 pubblicato sugli Acta Eruditorum del 1694

Diodoro Siculo, uno storico greco del I sec. a.C., parlando del monte Ida nella Troade, ci descrive un antico esempio di parelio nella sua opera Biblioteca Storica:
«Su questo monte avviene qualcosa di particolare e di straordinario. Al levarsi del Cane sulle vette della cima, a causa della tranquillità dell'aria circostante - la vetta è al di sopra del soffio dei venti - e mentre è ancora notte, si vede il sole levarsi, e non disegna i raggi secondo una figura circolare, ma ha la fiamma suddivisa in molte direzioni, così che si ha l'impressione che molti fuochi tocchino l'orizzonte della terra. Dopo un po' essi si raccolgono in una sola dimensione, fino ad avere un'altezza di tre cubiti. E allora, quando il giorno è già giunto, e la grandezza manifesta del sole è colmata, produce lo stato del giorno.»

Anche il seguente passo del De re publica di Marco Tullio Cicerone è un altro tra i tanti di autori greci e romani a riferirsi ai pareli e ad altri fenomeni simili:
(Cicerone, De re publica, I, 15)
L'autore della latinità che si occupa di indagare razionalmente il fenomeno è Lucio Anneo Seneca (Cordova 4 a.C – Roma 65 d.C.), nel primo libro delle Naturales Quaestiones (la cui datazione è posta tra il 62 d.C.e il 65 d.C.):
(Lucio Anneo Seneca. Naturales Quaestiones, Libro I par. 11.2)
Sempre nel libro I, Seneca non si limita a descrivere il fenomeno, né prende in considerazione esso possa essere una manifestazione soprannaturale, ma, anche sulla scorta di precedenti autori greci, avanza una interpretazione razionale: infatti lo considera effetto della riflessione della luce solare su particolari tipi di nuvole (bianche e simili a dischi lunari, che ricevono obliquamente i raggi solari). Egli, inoltre, sostiene l'argomentazione riconducendosi all'esperienza terrena, con continui rimandi a esperimenti pratici per mezzo dei quali si possono esemplificare le sue affermazioni.
Dapprima, infatti, mostra come sia possibile che le nuvole riescano a riflettere l'immagine del Sole, paragonandole ai recipienti di liquido oleoso con cui alla sua epoca venivano osservate le eclissi solari (se ne guardava il riflesso sulla superficie di un catino riempito con olio o pece); in seguito, afferma che probabilmente i pareli multipli sono dovuti al fatto che delle nuvole riflettono l'immagine che a loro volta altre nubi hanno recepito dal sole, proprio come alcuni specchi disposti a breve distanza l'uno dall'altro riflettono reciprocamente le immagini, creando spettacolari effetti ottici.
Solent et bina fieri parhelia eadem ratione. Quid enim impedit, quommus tot sint, quot nubes fuerint aptae ad exhibendam solis effigiem? Quidam in illa sententia sunt, quotiens duo simulacra talia existunt, ut iudicent in illis alteram solis imaginem esse, alteram imaginis. Nam apud nos quoque cum plura specula disposita sunt ita, ut alteri sit conspectus alterius, omnia implentur, et una imago a uero est, ceterae imaginem effigies sunt; nihil enim refert, quid sit quod speculo ostendatur: quicquid uidet, reddit. Ita illic quoque in sublimi, si sic nubes fors aliqua disposuit, ut inter se conspiciant, altera nubes solis imaginem, altera imaginis reddit.»
Sono soliti verificarsi anche due pareli nel medesimo modo; infatti che cosa impedisce che tanti siano i pareli quante sono state le nuvole atte a riflettere l’immagine del sole? Vi è presso alcuni autori l'opinione per cui, tutte le volte che scaturiscono due immagini siffatte, essi giudicano che tra quelle l’una sia proprio l’immagine del sole, l’altra il riflesso dell’immagine. Infatti anche da noi,  quando molti specchi sono stati disposti in modo tale che la vista dell’uno si rifletta nell'altro, tutti ricevono un’immagine ma una sola è il riflesso dell’oggetto vero:  le altre sono immagini dei riflessi. Nulla importa, infatti, che cosa sia ciò che viene mostrato a uno specchio; uno specchio riflette qualsiasi cosa veda. Così anche lì, ad altezze immense, se un qualche caso ha disposto le nuvole così che si guardino reciprocamente, una nuvola restituisce il riflesso del sole, e l’altra il riflesso del riflesso.»
(Lucio Anneo Seneca. Naturales Quaestiones, Libro I parr. 12.2, 13.1)
Probabilmente la prima descrizione chiara di un parelio è quella fatta da Jakob Hutter nel suo Brotherly Faithfulness: Epistles from a Time of Persecution:
(Jakob Hutter, Brotherly Faithfulness: Epistles from a Time of Persecution, pp. 20-21)
Questa osservazione avvenne molto probabilmente ad Auspitz (Hustopeče), in Moravia, tra la fine di ottobre e l'inizio di novembre del 1533. L'originale è in lingua tedesca e proviene da una lettera inviata nel novembre 1533 da Auspitz alla valle dell'Adige. Kuntz Maurer e Michel Schuster, menzionati nella lettera, lasciarono infatti Jakob Hutter dopo la festa di Simone e Giuda, che ricorre il 28 ottobre. Questa citazione è riportata anche da Fred Schaaf a pagina 96 dell'edizione di novembre e dicembre 1997 di Sky & Telescope.

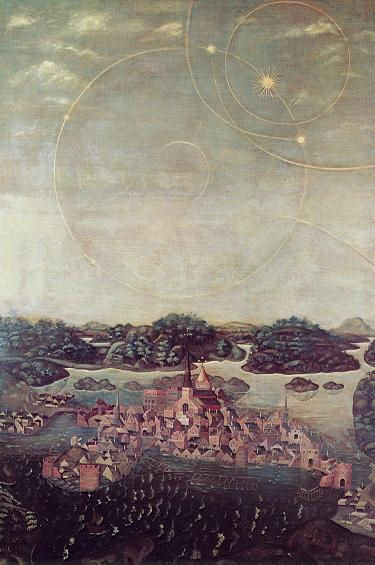
Il Vädersolstavlan: dipinto (copia del 1630) di un parelio a Stoccolma nel 1535. Il fenomeno celeste venne allora interpretato come un sinistro presagio.

Benché sia più conosciuto per essere il più antico dipinto noto della città di Stoccolma, il Vädersolstavlan (in svedese dipinto del cane del sole) è forse anche la prima raffigurazione di un parelio. La mattina del 20 aprile 1535 il cielo sulla città fu attraversato per un'ora da cerchi bianchi e archi, e apparvero altri soli attorno al sole. Il fenomeno provocò la rapida circolazione di voci secondo cui il fenomeno era un presagio dell'imminente vendetta di Dio sul re Gustavo I di Svezia (1496 - 1560) per aver introdotto il Protestantesimo durante gli anni '20 del 1500 e per essere stato tirannico con i suoi nemici alleati con il re danese. Con la speranza di porre fine alle speculazioni, il cancelliere e studioso luterano Olaus Petri (1493 - 1552) ordinò la realizzazione di un dipinto che documentasse l'evento. Visionato il dipinto, il re lo interpretò come una cospirazione - considerando come il sole reale potesse rappresentare egli stesso, minacciato dagli altri soli, uno simbolo di Olaus Petri, l'altro di Laurentius Andreae (1470 - 1552), entrambi accusati di tradimento ma infine scampati alla pena capitale. Il dipinto originale è andato perso, ma una copia del 1630 è ancora visibile nella chiesa di Storkyrkan, nel centro di Stoccolma.
Un parelio di grande intensità è probabilmente la causa del cosiddetto Fenomeno celeste di Norimberga, avvenuto nel 1561 e interpretato al tempo in chiave fortemente religiosa.
Il parelio acquisì un significato metaforico nella letteratura tedesca durante il periodo di Goethe e fu utilizzato da numerosi poeti del tempo, fra cui Wilhelm Müller nella sua poesia Die Nebensonnen ("Il parelio"); nel 1827 Franz Schubert mise in musica la poesia di Müller nel ventitreesimo e penultimo brano del ciclo Winterreise.
Nel suo romanzo Shipwreck at the Bottom of the World: The Extraordinary True Story of Shackleton and the Endurance, che narra la storia della fatale spedizione polare della nave Endurance (1912), Jennifer Armstrong scrive:
(Jennifer Armstrong. Shipwreck at the Bottom of the World: The Extraordinary True Story of Shackleton and the Endurance, pag. 123)